# 透明水玉簪
透明水玉簪（学名：Burmannia cryptopetala）为水玉簪科水玉簪属的植物。分布于日本以及中国大陆的海南等地，生长于海拔900米的地区，多生长在松林中枯枝落叶上，目前尚未由人工引种栽培。

## 异名
- Burmannia cryptopetala Makino var. daxikangensis Y. B. Chang et Z. Wei